# John Litel
John Litel (Albany, 30 dicembre 1892 – Woodland Hills, 3 febbraio 1972) è stato un attore statunitense.

## Filmografia parziale

### Cinema
- Wayward, regia di Edward Sloman (1932)
- Give Me Liberty, regia di B. Reeves Eason (1936)
- Alta tensione (Slim), regia di Ray Enright (1937)
- Le 5 schiave (Marked Woman), regia di Lloyd Bacon (1937)
- Back in Circulation, regia di Ray Enright (1937)
- Emilio Zola (The Life of Emile Zola), regia di William Dieterle (1937)
- La valle dei giganti (Valley of the Giants), regia di William Keighley (1938)
- Figlia del vento (Jezebel), regia di William Wyler (1938)
- Occidente in fiamme (Gold Is Where You Find It), regia di Michael Curtiz (1938)
- Gli avventurieri (Dodge City), regia di Michael Curtiz (1939)
- Il ritorno del dottor X (The Return of Doctor X), regia di Vincent Sherman (1939)
- La bolgia dei vivi (You Can't Get Away with Murder), regia di Lewis Seiler (1939)
- I pascoli dell'odio (Santa Fe Trail), regia di Michael Curtiz (1940)
- Knute Rockne All American, regia di Lloyd Bacon e William K. Howard (1940)
- I fucilieri delle Argonne (The Fighting 69th), regia di William Keighley (1940)
- Il castello sull'Hudson (Castle on the Hudson), regia di Anatole Litvak (1940)
- L'uomo che parlò troppo (The Man Who Talked Too Much), regia di Vincent Sherman (1940)
- Strada maestra (They Drive by Night), regia di Raoul Walsh (1940)
- Carovana d'eroi (Virginia City), regia di Michael Curtiz (1940)
- La storia del generale Custer (They Died with Their Boots On), regia di Raoul Walsh (1941)
- Sorelle in armi (So Proudly We Hail!), regia di Mark Sandrich (1943)
- L'incubo del passato (Crime Doctor), regia di Michael Gordon (1943)
- Lake Placid Serenade, regia di Steve Sekely (1944)
- Salomè (Salome Where She Danced), regia di Charles Lamont (1945)
- Duello a S. Antonio (San Antonio), regia di David Butler e, non accreditati, Robert Florey e Raoul Walsh (1945)
- Nessuno ti avrà mai (The Madonna's Secret), regia di Wilhelm Thiele (1946)
- La morte è discesa a Hiroshima (The Beginning or the End), regia di Norman Taurog (1947)
- La bella preda (The Gal Who Took the West), regia di Frederick de Cordova (1949)
- Non ci sarà domani (Kiss Tomorrow Goodbye), regia di Gordon Douglas (1950)
- La frusta di fuoco (The Sundowners), regia di George Templeton (1950)
- Volo su Marte (Flight to Mars), regia di Lesley Selander (1951)
- Il sergente Carver (The Texas Rangers), regia di Phil Karlson (1951)
- La regina dei desperados (Montana Belle), regia di Allan Dwan (1952)
- Scaramouche, regia di George Sidney (1952)
- Jack Slade l'indomabile (Jack Slade), regia di Harold D. Schuster (1953)
- La strage del 7º Cavalleggeri (Sitting Bull), regia di Sidney Salkow (1954)
- I dominatori di Fort Ralston (Texas Lady), regia di Tim Whelan (1955)
- Il kentuckiano (The Kentuckian), regia di Burt Lancaster (1955)
- La saga dei comanches (Comanche), regia di George Sherman (1956)
- Alla frontiera dei Dakotas (The Wild Dakotas), regia di Sigmund Neufeld e Sam Newfield (1956)
- Runaway Daughters, regia di Edward L. Cahn (1956)
- Decisione al tramonto (Decision at Sundown), regia di Budd Boetticher (1957)
- Impiccagione all'alba (The Hired Gun), regia di Ray Nazarro (1957)
- Viaggio in fondo al mare (Voyage to the Bottom of the Sea), regia di Irwin Allen (1961)
- Angeli con la pistola (Pocketful of Miracles), regia di Frank Capra (1961)
- I 4 figli di Katie Elder (The Sons of Katie Elder), regia di Henry Hathaway (1965)
- Nevada Smith, regia di Henry Hathaway (1966)

### Televisione
- My Hero – serie TV, 30 episodi (1952-1953)
- General Electric Theater – serie TV, episodi 2x23-9x13 (1954-1960)
- The Star and the Story – serie TV, episodio 1x14 (1955)
- The Man Behind the Badge – serie TV, un episodio (1955)
- The Kaiser Aluminum Hour – serie TV, episodio 1x16 (1957)
- Sugarfoot – serie TV, episodi 1x06-2x13 (1957-1959)
- Colt .45 – serie TV, un episodio (1958)
- Trackdown – serie TV, 2 episodi (1958)
- Climax! – serie TV, episodio 4x29 (1958)
- Cimarron City – serie TV, episodio 1x07 (1958)
- The Restless Gun – serie TV, 3 episodi (1958-1959)
- Zorro – serie TV, 6 episodi (1958-1959)
- Indirizzo permanente (77 Sunset Strip) – serie TV, 3 episodi (1958-1962)
- Hawaiian Eye – serie TV, episodio 1x14 (1960)
- Maverick – serie TV, 3 episodi (1957-1960)
- Ricercato vivo o morto (Wanted: Dead or Alive) – serie TV, episodi 1x13-1x25-2x30 (1958-1960)
- Lock-Up – serie TV, episodio 2x11 (1960)
- Carovana (Stagecoach West) – serie TV, 9 episodi (1960-1961)
- Have Gun - Will Travel – serie TV, episodio 5x10 (1961)
- Gli uomini della prateria (Rawhide) – serie TV, 2 episodi (1961-1962)
- The Wide Country – serie TV, episodio 1x07 (1962)
- The Dick Powell Show – serie TV, episodi 1x29-2x14 (1962-1963)
- Il virginiano (The Virginian) – serie TV, 3 episodi (1963-1965)
- Vacation Playhouse – serie TV, episodio 2x02 (1964)
- Branded – serie TV, episodio 1x02 (1965)
- I sentieri del west (The Road West) – serie TV, episodio 1x19 (1967)

## Doppiatori italiani
- Amilcare Pettinelli in La bolgia dei vivi, La storia del generale Custer, La strage del 7º Cavalleggeri, Viaggio in fondo al mare, Accidenti che ragazza
- Giorgio Capecchi in Scaramouche, Decisione al tramonto, Nevada Smith
- Corrado Racca in Le 5 schiave (riedizione del dopoguerra)
- Bruno Persa in Figlia del vento
- Arnoldo Foà in Tragedia a Santa Monica
- Lauro Gazzolo in Sorelle in armi (riedizione del dopoguerra)
- Gianni Bonagura in Volo su Marte (ridoppiaggio)[1]